# (34495) 2000 SX146
2000 SX146 (asteroide 34495) é um asteroide da cintura principal. Possui uma excentricidade de 0.03798530 e uma inclinação de 9.57124º.
Este asteroide foi descoberto no dia 24 de setembro de 2000 por LINEAR em Socorro.